# Mansen
De Mansen (Wogoels: Мāньси / Māньси мāхум, Māńsi / Māńsi māhum, Russisch: Ма́нси) zijn een inheems volk in West-Siberië in het autonome district Chanto-Mansië (ook bekend onder de historische naam Joegra) binnen de oblast Tjoemen in Rusland. In dit gebied hebben de Chantitaal en het Mansi of Wogoels een officiële status naast het Russisch. Het Wogoels behoort tot de Oegrische talen van de Oeraalse taalfamilie. Door actieve assimilatie wordt in het dagelijkse leven grotendeels gebruik gemaakt van Russisch. Bij de volkstelling van 2002 gaven 2746 personen op Wogoels te spreken, in 2010 was dat aantal gedaald tot 938.
Volgens de volkstelling van 2010 bedroeg het aantal Mansen in Rusland 12.269 waarvan 10.917 in het district Chanto-Mansië wonen.
Ongeveer 250 Mansen wonen in het noorden van de regio Jekaterinboerg en in Oekraïne wonen er 43.

## Benaming
De eigen benaming  Mansi  betekent  mensen  en komt van het Oegrische  mańćɜ  "een man, man". Het is verwant aan de eigen benaming van de Hongaren: Magyar.
Tot de jaren 1920 en 1930 werden de Mansen in het Russisch Voguls (Wogoels) genoemd, deze naam wordt soms nog gebruikt in andere talen, bijvoorbeeld het Duits. De naam Voguls verscheen voor het eerst in 1396 waarmee de Mansen in het gebied rond Perm werden aangeduid. Een eeuw later werd deze naam ook gebruikt voor de Mansen ten oosten van de Oeral.

## Geschiedenis
De voorouders van de Mansen bewoonden gebieden ten westen van de Oeral. In de omgeving van Perm zijn van hen afkomstige voorwerpen opgegraven. In een grot bij Chanvenskoje, vlak bij de plaats Vsevolodo-Vilva in de regio Perm, zijn overblijfselen gevonden. Volgens historici was de grot een tempel van de Mansen waarin rituelen werden uitgevoerd. In de grot werden de schedel van een beer met sporen van slagen met stenen bijlen en speren gevonden; ook scherven van keramische vaten, benen en ijzeren pijlpunten, bronzen plaquettes met beeltenissen van mens-elanden staande op hagedissen, zilveren en bronzen sieraden.
In het eerste millennium v. Chr. migreerden ze naar West-Siberië waar ze zich mengden met de plaatselijke bewoners. Dit gebeurde mogelijk onder druk van de Komi, een etnisch verwant volk. De splitsing tussen Mansen en Chanten vond in de 13e eeuw plaats. In de zuidelijke gebieden leefde men semi-nomadisch en bezaten de Mansen hielden vee en deden aan akkerbouw. In het noordelijk deel van hun gebied leefde men in taiga en toendra van jacht, visserij en het houden van rendieren.
De vroegste contacten met de Russen, allereerst met Novgorod, ontstonden in de 11e eeuw.

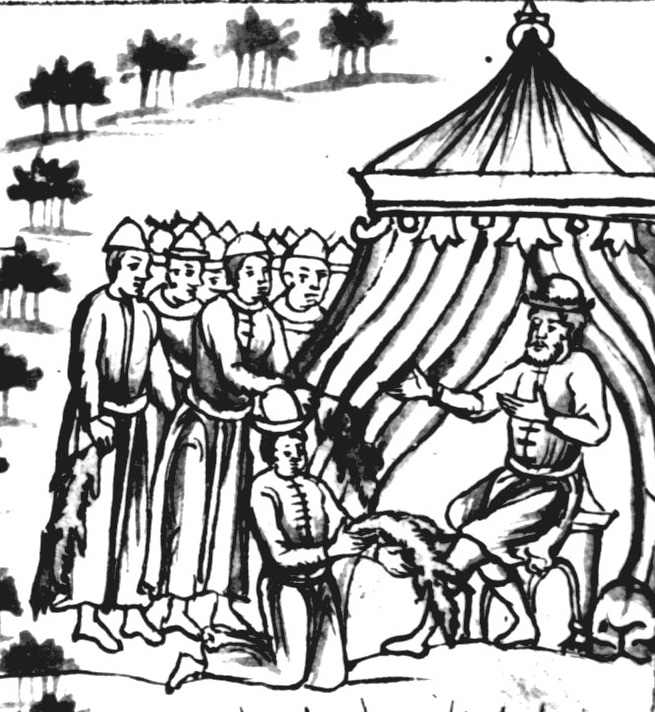
Mansen dragen belasting (huiden) af aan Yermak Timofeyevich.

De Mansen hebben sinds de 16e eeuw stelselmatig contact met het Russische Rijk toen het grootste deel van West-Siberië door Jermak Timofejevitsj onder Russische invloed werd gebracht.
Met de toetreding van Siberië tot de Russische staat aan het eind van de 16e eeuw werd de Russische kolonisatie versterkt; op het einde van de 17e eeuw overschreed het aantal Russen de inheemse bevolking. De infiltratie van Russen leidde diverse keren tot (gewapende) conflicten, doorgaans in het nadeel van de Mansen. De Russen legden hen belastingen op in de vorm van verplichte levering van bont. Door hun grotere blootstelling aan Rusland (en later de Sovjet-Unie) raakten ze daarmee meer geassimileerd dan hun noordelijke buren, de Chanten.
De Mansen kwamen in contact met het christendom, het bekeren en dopen vond plaats in groepen maar waren vaak slechts een uiterlijk vertoon. Animisme en sjamanisme bleven gewoon voortbestaan.

## Leven

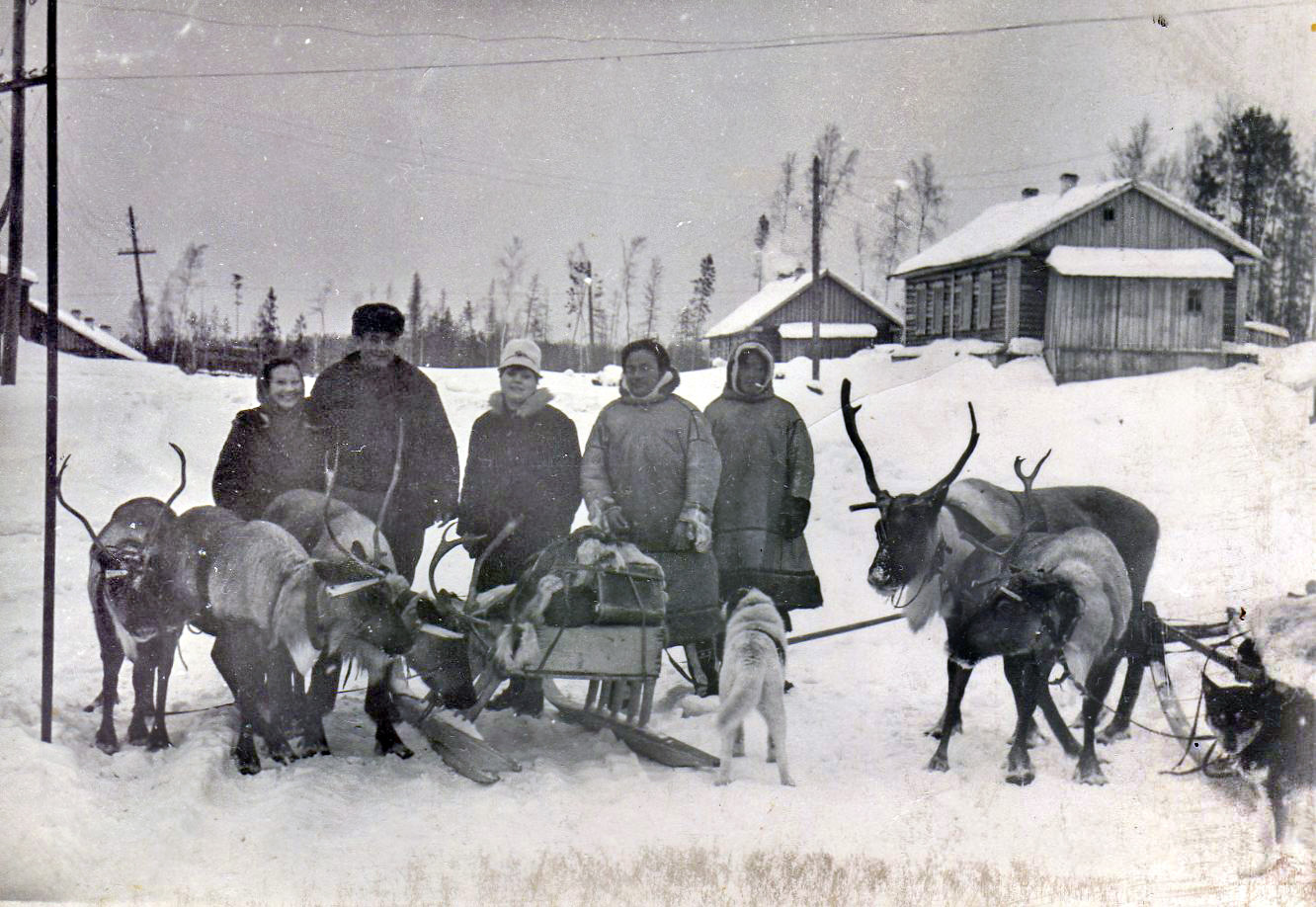
Twee Mansen-rendierherders (aan rechterkant); links drie Russen

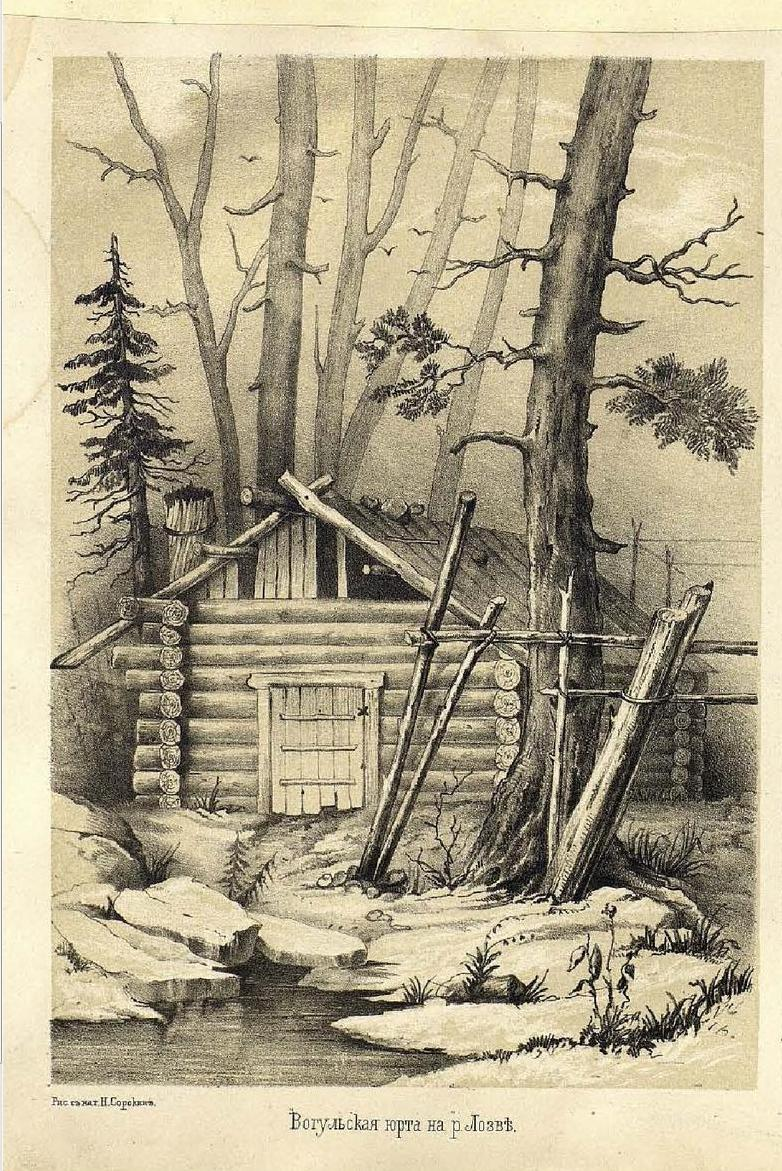
Mansen joert aan de Lozva

Het houden van rendieren werd in de 13e en 14e eeuw afgekeken van de Chanten. Landbouw werd in de 16e en 17e eeuw overgenomen van de Russen. Daarnaast is de pluimveehouderij goed ontwikkeld. Van belang in het vroegere dagelijks leven was de Siberische ceder, waaruit zij pijnboompitten verzamelden. Houtbewerking werd een belangrijke nijverheid. Van hout en van gevlochten dennenwortels en takken werden consumentenartikelen vervaardigd zoals meubels, vaten, kisten en manden en andere gebruiksvoorwerpen.
Vanaf ongeveer 1960 begon de exploitatie van de rijke olievelden in Chanto-Mansië en daarmee de grootste migratie binnen de Sovjet-Unie sinds de Tweede Wereldoorlog. In 1938 woonden in dit district 98.000 mensen, in 1969 289.000 en in 1989 was de bevolking gestegen tot 1.268.000. De Chanten en Mansen werden daardoor naar de rand van de samenleving gedrukt, tegenwoordig vormen ze gezamenlijk slechts 2% van de bevolking van het district.
De Mansen wonen tegenwoordig in dorpen langs de Noordelijke Sosva en haar zijrivieren, en in enkele dorpen langs de Ob, waar vooral Chanten wonen. Een klein aantal woont in Berjozovo en Chanty-Mansiejsk.

## Antropologische karakteristieken
Mansen worden (evenals Chanten) gekenmerkt door het volgende complex van kenmerken:
- korte lichaamslengte (minder dan 160 cm gemiddeld voor mannen),
- recht zacht zwart of lichtbruin haar,
- donker of gemengd kleur ogen,
- de Mongoolse plooi van het ooglid varieert aanzienlijk tussen individuen
- geringe baardgroei,
- relatief grote mond,
- smalle lippen

De Mongoolse kenmerken zijn bij de Mansen meer aanwezig dan bij andere Oeraalse volken.

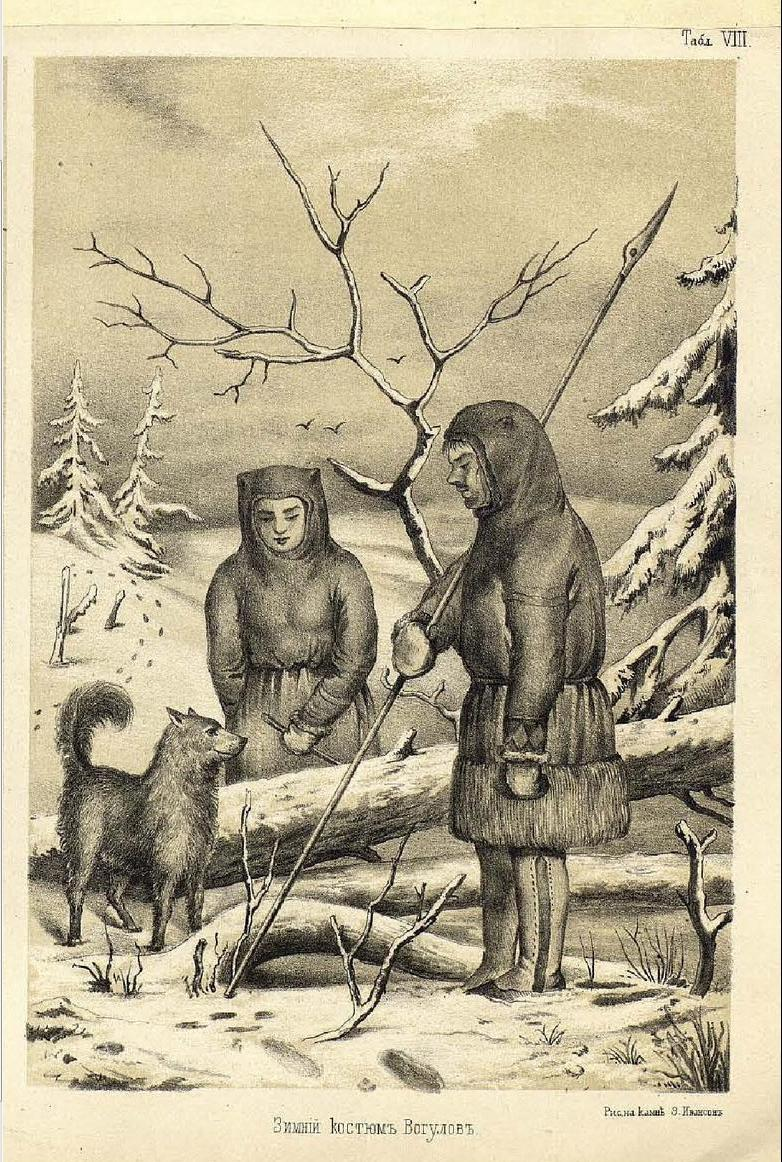
Winterkleding

Abazijnen ·
Abchaziërs ·
Achvachen ·
Adygeeërs ·
Aino ·
Aleoeten ·
Aljoetoren ·
Altaj (Oirot) ·
Andi ·
Armeniërs ·
Avaren ·
Azerbeidzjanen·
Balkaren ·
Baraba ·
Basjkieren ·
Bergjoden ·
Boerjaten ·
Chakassen ·
Chanten ·
Chinezen ·
Dargienen ·
Dolganen ·
Enetsen ·
Evenen ·
Evenken ·
Georgiërs ·
Grieken ·
Ingoesjen ·
Ingriërs ·
Itelmenen ·
Jakoeten ·
Joden ·
Joekagieren ·
Joepiken ·
Kabardijnen ·
Kalmukken ·
Kamtsjadalen ·
Karatsjajers ·
Kareliërs ·
Kazachen ·
Kereken ·
Ketten ·
Komi ·
Koreanen ·
Korjaken ·
Korjo-saram ·
Krim-Tataren ·
Lezgiërs ·
Mansen ·
Mari (Tsjeremissen) ·
Meschetische Turken ·
Mordwienen ·
Nanai ·
Negidalen ·
Nenetsen (Joeraken) ·
Nganasanen ·
Nivchen (Giljaken) ·
Nogai ·
Oedegen ·
Oedmoerten ·
Oekraïners ·
Oeltsjen ·
Oezbeken ·
Oroken ·
Orotsjen ·
Osseten ·
Polen ·
Pomoren ·
Rusland-Duitsers (inclusief Wolga-Duitsers) ·
Russen ·
Samen (Lappen) ·
Selkoepen ·
Sjoren ·
Sojoten ·
Tabassaranen ·
Perzen (Tadzjieken) ·
Taten ·
Teleoeten ·
Tofalaren ·
Tsachoeriërs (Caxur) ·
Tsjerkessen ·
Tsjetsjenen (Noxchi) ·
Tsjoektsjen ·
Tsjoelymen ·
Tsjoevanen ·
Tsjoevasjen ·
Turkmenen ·
Toevanen ·
Wepsen ·
Belarussen (Wit-Russen) ·
Wolga-Tataren ·
Woten